# دولاژ دی۶
دولاژ دی۶ (به انگلیسی: Delage D6) یک خودروی لوکس شش سیلندر است که توسط سازنده خودروی فرانسوی دولاژ بین سال‌های ۱۹۳۰ تا ۱۹۴۰ و دوباره پس از جنگ جهانی دوم بین سال‌های ۱۹۴۶ و ۱۹۵۳ تولید شد. (ماشین‌های نهایی هنوز بدنه خود را از سازندگان متخصص اتوبوس دریافت می‌کردند و در سال ۱۹۵۴ برای فروش در فهرست قرار می‌گرفتند.) در بیشتر این مدت، این مدل اصلی یا از سال ۱۹۴۶ تنها مدل شرکت بود.